# Kazu
Kazu, pseudonimo di Christian Kendji Wagatsuma Ferreira (Maringá, 18 marzo 2000), è un calciatore brasiliano, difensore dell'Oțelul Galați.

## Biografia
Ha origini giapponesi tramite i bisnonni provenienti da Osaka.

## Carriera

### Club
Kazu è cresciuto nel settore giovanile del Coritiba ed ha debuttato in prima squadra l'8 febbraio 2020 nell'incontro del Campionato Paranaense vinto 6-1 contro il CE União. L'8 febbraio 2021 è passato in prestito al North Texas ed il 25 aprile ha debuttato in USL League One nell'incontro vinto 4-2 contro il Fort Lauderdale. Ha segnato il suo primo gol in carriera il 4 luglio successivo, contro il Richmond Kickers.
Rientrato in Brasile, il 28 gennaio 2022 è stato prestato al Paraná dove ha disputato il Campionato Paranaense, prima di venire ceduto a titolo definitivo all'Oliveirense il 25 luglio successivo. Il 31 gennaio 2024 ha firmato con il Gil Vicente.

### Nazionale
Ha giocato con la nazionale brasiliana Under-17.

## Statistiche

### Presenze e reti nei club
Statistiche aggiornate al 14 dicembre 2024.
| Stagione        | Squadra         | Campionato      | Campionato | Campionato | Coppe nazionali | Coppe nazionali | Coppe nazionali | Coppe continentali | Coppe continentali | Coppe continentali | Altre coppe | Altre coppe | Altre coppe | Totale | Totale |
| Stagione        | Squadra         | Comp            | Pres       | Reti       | Comp            | Pres            | Reti            | Comp               | Pres               | Reti               | Comp        | Pres        | Reti        | Pres   | Reti   |
| --------------- | --------------- | --------------- | ---------- | ---------- | --------------- | --------------- | --------------- | ------------------ | ------------------ | ------------------ | ----------- | ----------- | ----------- | ------ | ------ |
| 2020            | Coritiba        | A1/PR+A         | 2+0        | 0          | CB              | 0               | 0               | -                  | -                  | -                  | -           | -           | -           | 2      | 0      |
| 2021            | North Texas     | USL-1           | 27         | 6          | -               | -               | -               | -                  | -                  | -                  | -           | -           | -           | 27     | 6      |
| 2022            | Paraná          | A1/PR+D         | 8+0        | 0          | CB              | 1               | 0               | -                  | -                  | -                  | -           | -           | -           | 9      | 0      |
| 2022-2023       | Oliveirense     | LdH             | 18         | 1          | CP+CdL          | 1+4             | 0               | -                  | -                  | -                  | -           | -           | -           | 23     | 1      |
| 2023-gen. 2024  | Oliveirense     | LdH             | 17         | 0          | CP+CdL          | 0+2             | 0               | -                  | -                  | -                  | -           | -           | -           | 19     | 0      |
| gen.-giu. 2024  | Gil Vicente     | PL              | 3          | 0          | CP+CdL          | 0               | 0               | -                  | -                  | -                  | -           | -           | -           | 3      | 0      |
| 2024-2025       | Gil Vicente     | PL              | 4          | 0          | CP+CdL          | 0               | 0               | -                  | -                  | -                  | -           | -           | -           | 0      | 0      |
| 2025-2026       | Oțelul Galați   | L1              | -          | -          | CR              | -               | -               | -                  | -                  | -                  | -           | -           | -           | -      | -      |
| Totale carriera | Totale carriera | Totale carriera | 79         | 7          |                 | 8               | 0               |                    | -                  | -                  |             | -           | -           | 87     | 7      |